# Артамонов, Владимир Алексеевич
Влади́мир Алексе́евич Артамо́нов (род. 9 февраля 1940; Москва, СССР) — российский историк, кандидат исторических наук, старший научный сотрудник института российской истории РАН.

## Профессиональная деятельность
Владимир Артамонов родился 9 февраля 1940 года в Москве. В 1970 году окончил аспирантуру Института Славяноведения и Балканистики АН СССР. Там же защитил кандидатскую диссертацию. С 1974 по 2022 год работал старшим научным сотрудником в Центре военной истории России Института российской истории РАН. Является также заведующим Московского отделения Научно-исследовательского центра «Меншиковский институт» и членом редакционной коллегии ежегодника «Единорог».
Специалист в области политических отношений России со Швецией, Польшей и Турцией в XVII — первой половине XIX веков, а также в области военной истории России и стран Восточной Европы.

## Награды и премии
- Диплом 2-й степени Всесоюзного конкурса на лучшее произведение научно-популярной литературы, как автору книги «27 июня 1709 г. Памятные даты истории» (1990).

Юбилейные медали
отечественные
- медаль «Патриот России» (2007)
- медаль «300 лет Российскому флоту» (1996)
- медаль «В память 850-летия Москвы» (1997)
- медаль «300 лет битвы при лесной» (2009)
- медаль «300 лет Полтавской битвы» (2009)

иностранные
- медаль «300 лет со дня рождения венгерского героя Ференца II Ракоци» (Венгрия, 1976).